# Paradromulia rufibrunnea
Paradromulia rufibrunnea är en fjärilsart som beskrevs av W. Warren 1899. Paradromulia rufibrunnea ingår i släktet Paradromulia och familjen mätare. Inga underarter finns listade i Catalogue of Life.